# Liste des villes jumelées de Slovénie

Carte de la Slovénie.

Ceci est la Liste des villes jumelées de Slovénie ayant des liens permanents avec des communautés locales dans d'autres pays. Dans la plupart des cas, en particulier quand elle est officialisée par le gouvernement local, l'association est connue comme « jumelage » (même si d'autres termes, tels que « villes partenaires », « Sister Cities » ou « municipalités de l'amitié » sont parfois utilisés). La plupart des endroits sont des villes, mais cette liste comprend aussi des villages, des districts, comtés, etc., avec des liens similaires.
- Haut – A
- B
- C
- D
- E
- F
- G
- H
- I
- J
- K
- L
- M
- N
- O
- P
- Q
- R
- S
- T
- U
- V
- W
- X
- Y
- Z

## K

### Koper
- Žilina, Slovaquie[1]

## L

### Ljubljana
- Bratislava, Slovaquie, (depuis 1967)[2]
- Skopje, Macédoine, (depuis 2007)[3]
- Tbilissi, Géorgie, (depuis 1977)[4]
- Zagreb, Croatie, (depuis 2001)[5]

## S

### Škofja Loka
Škofja Loka est un membre du  Douzelage depuis 2011, une association de jumelage de 27 villes à travers l’Union européenne. Ce jumelage actif a commencé en 1991 et il y a des événements réguliers, comme un marché de produits de chacun des autres pays et des festivals.
| - Altea, Espagne - Bad Kötzting, Allemagne - Bellagio, Italie - Bundoran, République d’Irlande - Chojna, Pologne - Granville, France - Holstebro, Danemark - Houffalize, Belgique - Judenburg, Autriche | - Karkkila, Finlande - Kőszeg, Hongrie - Meerssen, Pays-Bas - Niederanven, Luxembourg - Oxelösund, Suède - Prienai, Lituanie - Preveza, Grèce - Sesimbra, Portugal | - Sherborne, Angleterre - Sigulda, Lettonie - Sušice, République tchèque - Türi, Estonie - Zvolen, Slovaquie - Siret, Roumanie - Tryavna, Bulgarie - Marsaskala, Malte - Agros, Chypre |

## Sources
- (en) Cet article est partiellement ou en totalité issu de l’article de Wikipédia en anglais intitulé « List of twin towns and sister cities in Slovenia » (voir la liste des auteurs).